# Hastighetsbegränsning

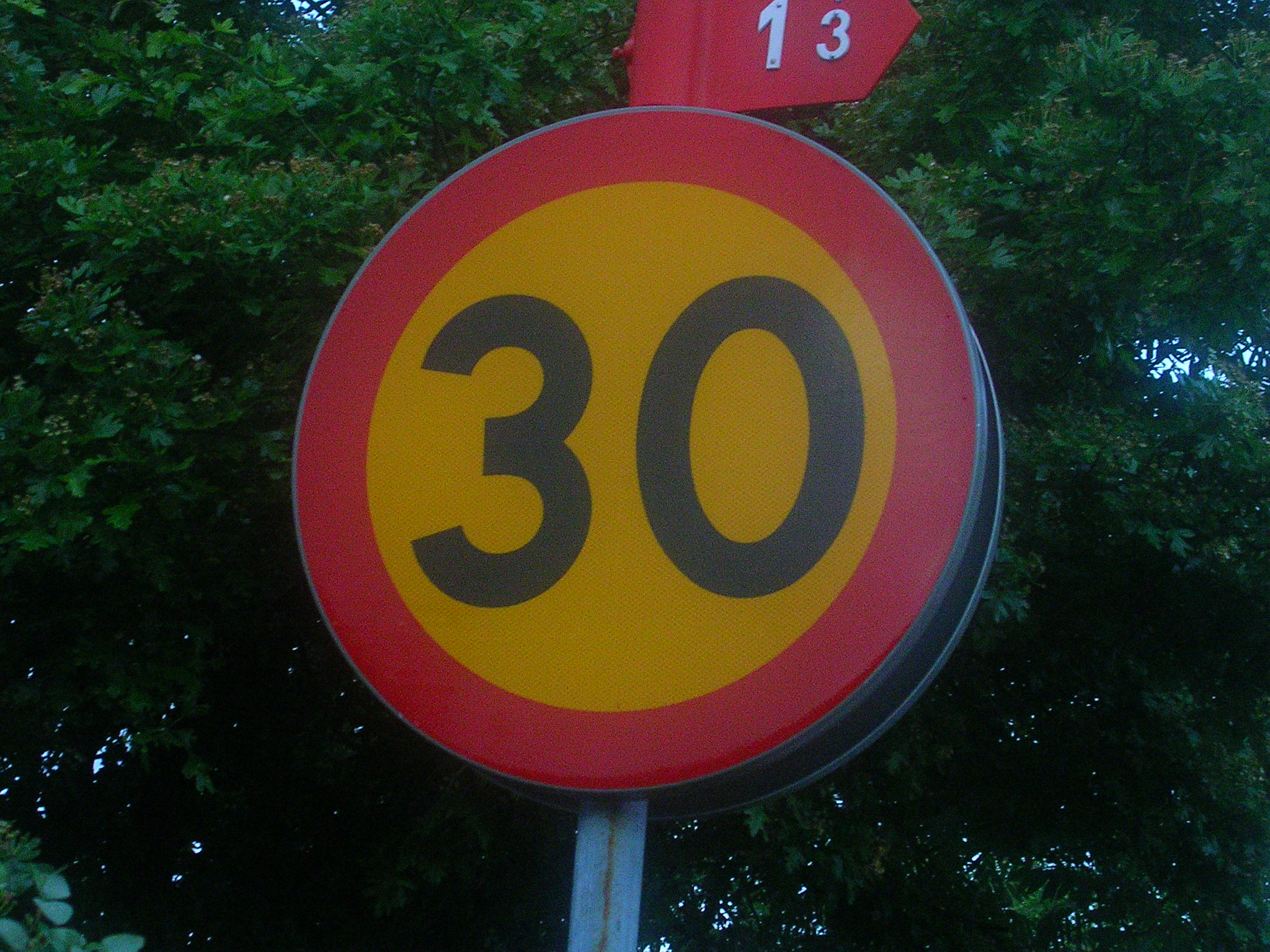
Svenskt märke som betyder att man inte får köra fortare än 30 kilometer i timmen.

Hastighetsbegränsning finns på alla sorters vägar i större delen av världen. Undantag utgörs av några länder som Libyen och Indien samt vissa motorvägar och motorvägsliknande vägar i Tyskland vilka har fri hastighet.
Vid överträdelse av hastighetsbegränsningar riskerar man böter. Överträdelser långt över kan också innebära att körkortet dras in. I en del länder kan man dömas till fängelse för hastighetsöverträdelse.

## Historik
På hästfordonens tid fanns ibland lokala föreskrifter, som att man var tvungen att korsa en bro i skritt, något som blev svårt att tolka när motorfordonen gjorde entré vid sekelskiftet 1900. 

### I Sverige
I Sverige infördes generella hastighetsgränser 1907 med högsta hastighet i tätort 15 km/h dagtid, 10 efter solens nedgång. 1923 höjdes gränsen till 35 km/h i tätort och 45 utanför. Detta var innan bilskattemedlen (som infördes 1922) hade hunnit ge märkbara vägförbättringar, så i många fall gick det på grund av vägarnas dåliga beskaffenhet inte ens att köra så fort. Hastighetsmätare blev krav i personbilar först från 1955 (motorcyklar 1970) men det fanns allmänt som standardutrustning i bilar vid slutet av tjugotalet. 1930 avskaffades hastighetsbegränsningar helt och ersattes med formuleringen att man inte skulle hålla högre hastighet än att man kunde stanna inom den vägsträcka man kunde överblicka. 1955 hade den kraftigt ökande bilismen efter andra världskriget medfört sådan olycksökning att hastighetsbegränsning åter infördes i tätorter, nu 50 km/h. På landsväg var det fortsatt förarnas eget omdöme som satte gränsen avbrutet av diverse tillfälliga hastighetsgränser vid högtrafik under sommarmånader fram till högertrafikomläggningen 1967, då hastighetsbegränsningar permanentades även på landsvägar.

## Hastighetsbegränsning i Europa

### Bashastigheter
De flesta länder i Europa har vad som kallas för bashastigheter. De brukar i de flesta länder delas upp i tre grupper. Väg inom tätort, landsväg och motorväg. Invånarna i respektive land som har körkort ska vara upplysta om vilka bashastigheter som gäller inom landet de bor i.
Bashastigheterna varierar mellan olika europeiska länder. På landsvägar har till exempel Sverige 70 km/h som bashastighet medan Tyskland har 100 km/h. Bashastigheterna gäller alltid vägar som saknar annan information om hastigheterna. Finns det skyltar som visar hastighet på vägen gäller istället denna och inte bashastigheten.
Eftersom bashastigheterna varierar mellan olika länder finns det vanligtvis tavlor vid gränserna som ska upplysa trafikanterna om vilka bashastigheter som gäller i det land de kör in i.
Bilderna nedan visar tavlor som finns vid ländernas gränser. Dessa tavlor finns egentligen bara i Europa. De sätts upp vid gränsen för att upplysa trafikanterna om vilka bashastigheter som gäller i landet de kör in i. Förutom vid vanliga landgränser kan de även sitta vid färjeterminaler och liknande där trafikanter kan anlända med bil från ett annat land. Längst uppe på skylten står det landets namn som antingen anges på landets eget språk eller står landets förkortning i form av ett nationalitetsmärke. Därefter ska det framgå bashastigheter och det brukar oftast gälla inom tätort, på landsväg och på motorväg. Vissa länder kan ha en mer avancerad skylt där det framgår lite tydligare om fordonsslag, exempel på detta utgörs av den polska skylten nedan. Andra kan ha tillägg om någon trafikregel som gäller inom landet som i fallet med den svenska skylten där det framgår att halvljus och säkerhetsbälte är obligatoriskt inom landet. Säkerhetsbälte är obligatoriskt i hela Europa men reglerna om halvljus varierar i olika länder. En egenhet för den tyska skylten är att hastigheten för motorväg är en rekommenderad hastighet och därför är den utmärkt i blått. I Tyskland gäller fri fart på motorväg där ej annat anges.

Belgien
Danmark
Grekland
Italien
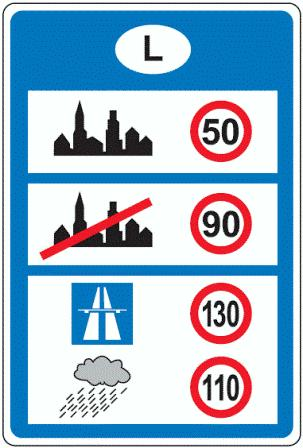
Luxemburg
Polen
Rumänien
Ryssland
Schweiz
Spanien
Storbritannien
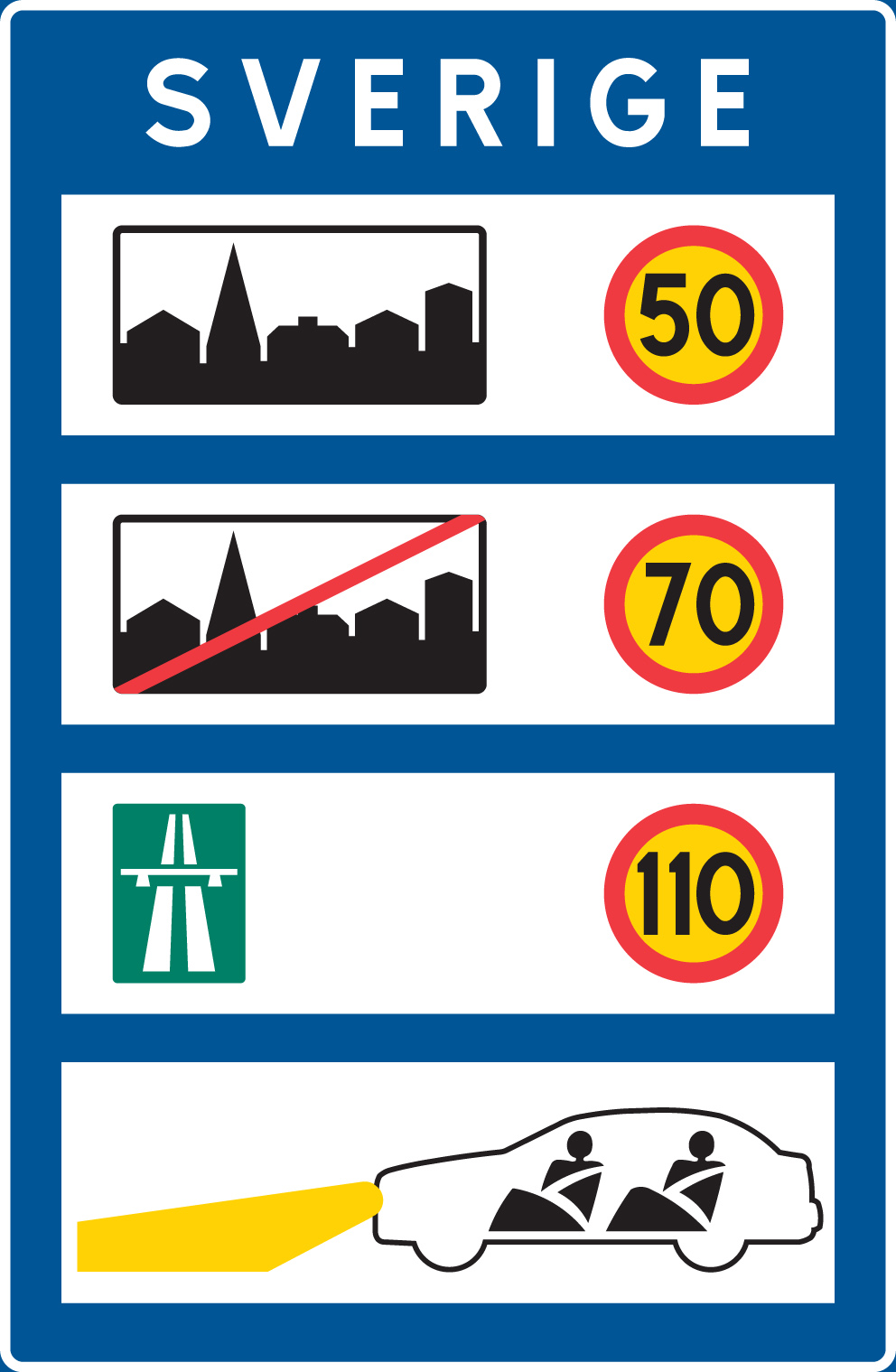
Sverige
Tyskland
Österrike

### Hastighetsskyltar
I Europa skyltas alltid hastighetsbegränsningarna med runda skyltar med den hastighet som gäller på vägarna. Se bild till höger. Skyltarna har alltid en röd bård och svarta siffror. Bakgrunden är antingen gul eller vit. Det är vissa länder som har gul bakgrund medan andra som har vit. Båda färgerna är godkända enligt konventionen om vägmärken i Europa och uppfyller europeisk standard. Skillnaden mellan skyltar med gul och vit bakgrund anses betydelselös.
Det förekommer hastigheter som inte skyltas uttryckligen, utan man får känna till dem enligt reglerna för bashastigheter.
I Storbritannien anges hastighetsbegränsningarna i miles per timme, utan att det anges uttryckligen. Trots denna skillnad är deras skyltar utformade efter europeisk standard. Övriga länder inklusive Irland har km per timme. Med undantag för republiken Irland och Belgien framgår det aldrig på europeiska hastighetsskyltar i vilken enhet som hastigheten anges. Det är istället något som trafikanten bör känna till.

### Regler

#### Motorväg
När en skylt för motorväg dyker upp gäller bashastigheten för motorväg inom det land vägen befinner sig i. I Sverige gäller då 110 km/h, om inget annat anges, medan i till exempel Ungern gäller 130 km/h. Ett undantag utgörs av Tyskland där fri fart gäller. Rekommenderad hastighet är ändå 130 km/h. Sitter det däremot en hastighetstavla så gäller denna istället.

#### Tättbebyggt område
När skylt som anger tättbebyggt område dyker upp på vägen gäller i de flesta länder 50 km/h om inget annat anges. Några länder har 60 km/h och i några länder kan det variera mellan 50 och 60 beroende på tid på dygnet. Sitter det däremot en hastighetstavla så gäller dess hastighetsbegränsning istället. I några länder som Sverige och Polen skyltas tättbebyggt område med en vit skylt som har en symbol som ser ut som en stad enligt den övre skylten till höger. Ofta finns ortens namn också i skylten. I andra länder är det bara en skylt som visar själva ortnamnet. Färgerna på skyltarna kan variera. Det finns i flera länder ortnamnsskyltar som saknar funktionen för att visa hastighet. Utseendet kan variera på dessa i olika länder. I Sverige gäller hastighetsbegränsning till 50 km/h inom tättbebyggt område om kommunen inte beslutat att begränsningen skall vara 30 eller 40 km/h. Emellertid måste sedan 1 november 2008 hastighetsbegränsningen skyltas med vanliga hastighetsskyltar, se 3 kap. 17 § 1-2 st och 10 kap. 13-13a §§ trafikförordningen (1998:1276).

#### Tättbebyggt område upphör
Vid överstreckad skylt för tättbebyggt område gäller bashastighet för landsväg. Skyltarna som visar att tätbebyggt område upphör har alltid samma utseende som de skyltar som visar att tätbebyggt område börjar med skillnaden att de har ett rött streck över. Sitter det en hastighetstavla eller motorvägsskylt så gäller dess hastighetsbegränsning istället.

#### Rekommenderad lägre hastighet
Skylten för rekommenderad lägre hastighet innebär att den angivna hastigheten, 30 km/h är rekommenderad fart. Det är inte olagligt att köra fortare men detta anses olämpligt.

#### Rekommenderad högsta hastighet
Skylten för rekommenderad högsta hastighet innebär att förhållandena på platsen är sådana att det inte är lämpligt att köra fortare än skylten anger. Skyltningen förekommer ofta i samband med vägarbeten. Det är inte olagligt i sig att köra fortare än den tillfälliga skyltningen, men trots det kan en förare fällas för vårdslöshet i trafik enbart för att ha framfört fordonet i olämplig hastighet vid till exempel ett vägarbete.

#### Gångfartsområde
Även skylten för gångfartsområde innebär en hastighetsbegränsning. Skylten innebär att fordon inte får inte föras med högre hastighet än gångfart. Dessutom har gående företräde.

#### Hastighetsbegränsning upphör
Det finns en speciell skylt som betyder Hastighetsbegränsning upphör. En variant finns med en siffra som visar vilken hastighet som gällde innan. Det finns också en variant som ser likadan ut fast utan siffra. Skylten betyder oftast inte fri fart utan innebär oftast återgång till bashastighet för den vägtyp som gäller. Det enda landet i Europa som idag fortfarande har fri fart är Tyskland men detta gäller bara på motorvägar och motorvägsliknande vägar. Märket utan siffror betyder egentligen "Slut på alla tillfälliga förbud" i de flesta länder där den finns och anger också återgång till normalhastighet. Den finns i en del länder. Varianten med överstruken hastighet är vanligare och betyder också återgång till normal hastighetsbegränsning.

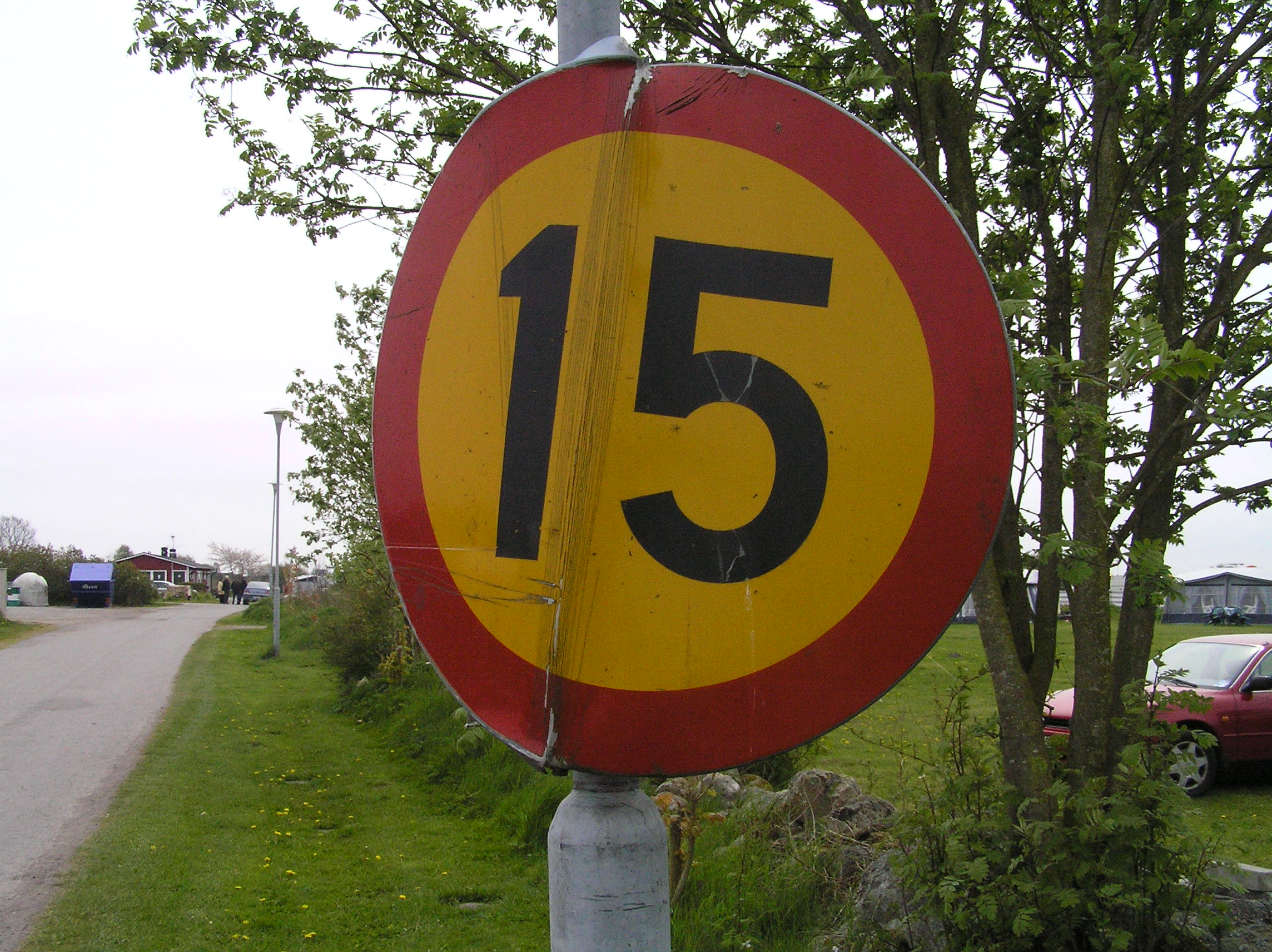
15-skylt vid Hälleviks Camping

#### Tabell

Motorvägsbegränsningarna

I nedanstående tabell anges hastighetsbegränsningarna i Europa: 
| Land                  | Bil och Motorcykel | Bil och Motorcykel | Bil med släpvagn | Bil med släpvagn |
| Land                  | Landsväg           | Motorväg           | Landsväg         | Motorväg         |
| --------------------- | ------------------ | ------------------ | ---------------- | ---------------- |
| Belgien               | 90                 | 120                | 90               | 120              |
| Bulgarien             | 90                 | 140                | 70               | 100              |
| Cypern                | 80                 | 100                | 80               | 100              |
| Danmark               | 80                 | 130                | 70               | 80               |
| Estland               | 90/110             |                    |                  |                  |
| Finland               | 80/100             | 100/120            | 100              | 100              |
| Frankrike             | 90/110             | 110/130            | 90/110           | 110/130          |
| Färöarna              | 80                 |                    | 80               |                  |
| Grekland (Bil)        | 90                 | 120                | 80               | 80               |
| Grekland (Motorcykel) | 70                 | 90                 |                  |                  |
| Grönland              | 80                 |                    | 80               |                  |
| Irland                | 80/100             | 120                | 80               | 80               |
| Island                | 90 (80 på grus)    |                    |                  |                  |
| Italien               | 90/130             | 130/150            | 70               | 80               |
| Kroatien              | 80/100             | 130                | 80               | 80               |
| Lettland              | 90                 |                    |                  |                  |
| Litauen               | 70/90              | 110/130            | 90               | 90               |
| Luxemburg             | 90/110             | 110/130            | 90               | 90               |
| Malta                 | 64                 |                    | 64               |                  |
| Nederländerna         | 80/100             | 130                | 80               | 80               |
| Norge                 | 80                 | 100/110            | 80               | 80               |
| Polen                 | 90/100/120         | 140                | 70               | 80               |
| Portugal              | 90/100             | 120                | 70/80            | 100              |
| Schweiz               | 80/100             | 120                | 80               | 80               |
| Serbien               | 80/100             | 120                |                  |                  |
| Slovakien             | 90                 | 130                | 80               | 80               |
| Slovenien             | 90/100             | 130                | 80               | 80               |
| Spanien               | 90/100             | 120                | 70/80            | 80               |
| Storbritannien        | 96/112             | 112                | 80/96            | 96               |
| Sverige               | 70/80/90/100       | 110/120            | 80               | 80               |
| Tjeckien              | 90                 | 130                | 80               | 80               |
| Turkiet               | 90                 | 120                | 70               | 70               |
| Tyskland              | 100/∞              | ∞                  | 80               | 80/100           |
| Ukraina               | 90                 | 130                |                  |                  |
| Ungern                | 90/110             | 130                | 70               | 80               |
| Åland                 | 70/90              |                    | 70/90            |                  |
| Österrike             | 100                | 130                | 100              | 100              |

Anmärkningar:
1. ↑  De flesta hastighetsbegränsningar sänks från 100 till 80 under vintertid.
2. ↑  Högsta tillåtna hastighet på motorvägar är 100 km/h under vintertid.
3. ↑  Vid nederbörd gäller den lägre gränsen.
4. ↑  För motorcyklar.
5. ↑  För tvåfiliga motorvägar 110.
6. ↑  Endast på vägar med minst två filer för vardera körriktningen samt mittremsa tillåts 112 km/h (70 mph), i övrigt tillåts aldrig mer än 96 km/h (60 mph).
7. ↑  Mer än 130 km/h rekommenderas dock aldrig på en väg utan hastighetsbegränsning. Speciellt tillstånd krävs.
8. ↑  Mer än 130 km/h rekommenderas dock aldrig på en väg utan hastighetsbegränsning.
9. ↑  Speciellt tillstånd krävs.
10. ↑  Bil med tung släpvagn: 80, lastbil med tung släpvagn: 70.
11. ↑  Bil med tung släpvagn: 100, lastbil med tung släpvagn: 80.

### Teknisk hastighetsbegränsning
I alla tunga fordon i hela Europa är det lag på att ha en teknisk hastighetsbegränsning, alltså att ett tekniskt system hindrar fordon att gå över en viss gräns. Numera sker det med programvara i motordatorn. Viktgränsen är 3,5 ton, och hastighetsgränsen är 90 km/h för lastbilar samt 100 km/h för vissa bussar. I vissa motorstarka personbilar finns det en frivillig teknisk hastighetsbegränsning på 250 km/h. Den finns för att minska den politiska viljan att införa hastighetsbegränsning på tyska motorvägar. Rena sportbilar som bland annat Porsche och Ferrari har inte någon sådan teknisk hastighetsbegränsning.

### Variabel hastighet
Variabla hastighetsgränser, är en term ursprungligen skapad av Vägverket, vilket innebär att största tillåtna hastighet på en väg kan variera beroende på väglag, vädersituation, trafiktäthet eller vid eventuella olyckor.
Rent tekniskt kan man säga att Sverige har haft variabla hastighetsgränser ända sedan hastighetsgränser infördes, i och med att man alltid har kunnat sätta upp temporära plåtskyltar som indikerar om sänkt hastighet under speciella situationer.
Idag menar man med termen däremot att man från centralt håll kan förändra informationen på skyltar, ofta på elektronisk väg. Ibland manuellt, men genom markdetektorer som indikerar köbildning, kan man numera låta hastighetsgränserna ändra sig själv. Ett vanligt exempel är på infartsvägar till större samhällen, där det ofta bildas kö. Genom automatisk hastighetsbegränsning kan man förhindra seriekrockar, under förutsättning att förarna följer sänkningen.

#### I Sverige
I maj 2005 inleddes ett projekt på valda sträckor i Sverige med variabel hastighet. Vid goda väderförhållanden kom den högsta hastigheten på sträckan mellan Falkenberg (trafikplats Heberg) och länsgränsen mot Skåne (trafikplats Skottorp) att vara 120 km/h. Tidigare var det även tänkt att trafikmängden skulle avgöra hastighetsgränsen på den aktuella sträckan, men efter att man fann att trafikmängden aldrig utgjorde något problem lät man enbart väderförhållandena avgöra. Den lägsta hastighetsgränsen vägsträckan kan få är 60 km/h. Projektet har permanentats. Detta finns på en del andra håll i Europa, bland annat Storbritannien.
På E22, trafikplats Fogdarp i Skåne, har man i en olycksdrabbad T-korsning valt att försöka med variabel hastighet. Denna korsning är alltså inte någon motorvägskorsning utan bara ett annat exempel på var man provar variabel hastighet i Sverige. När ett fordon närmar sig korsningen för att köra in på E22:an, känner sensorer i vägbanan av detta och tänder skyltar som anger att hastigheten på E22 är sänkt till 60 km/h på grund av den korsande trafiken. När inga fordon är på väg att köra in på E22, släcks skylten och den ordinarie 90-hastighetsgränsen gäller.
I Göteborg, på sträckorna E6/E20 Liseberg-Mölndal och E6 Tingstadstunneln, Lundbytunneln och Gnistängstunneln har man sedan före 2005 infört variabla hastighetsgränser permanent. Här är det främst trafikmängden och eventuella störningar som styr hastigheten.

## Övriga världsdelar
Utanför Europa kan skyltarnas utformning variera väldigt mycket. Det kan också variera mellan att skylta i km per timme eller i miles per timme beroende på vilka måttenheter som används inom landet. I USA och Kanada är skyltarna fyrkantiga och har texten "Speed limit" (USA) och "Maximum" (Kanada) och en siffra som anger den hastighet som gäller. De har inga som helst likheter med skyltarna i Europa. I USA anges hastigheterna i miles per timme medan det i Kanada anges i km per timme. Fördelen med dessa skyltar är att texten kan förklara bättre att det just rör sig om hastighetsbegränsning. Nackdelen är att det kräver läsförståelse i det språk som skyltens text är skriven i. Europeiska skyltar kräver inte läsförsåelse i de olika ländernas språk. I Australien är skyltarna fyrkantiga men har en rund ring i skylten med ett tal mitt i som anger hastigheten. I övriga världen finns det en variation hur skyltarna kan se ut, där en del länder har en variant som mer liknar skyltarna i Europa medan andra kan ha varianter som mer kan likna till exempel dem som finns i USA.

### Australien

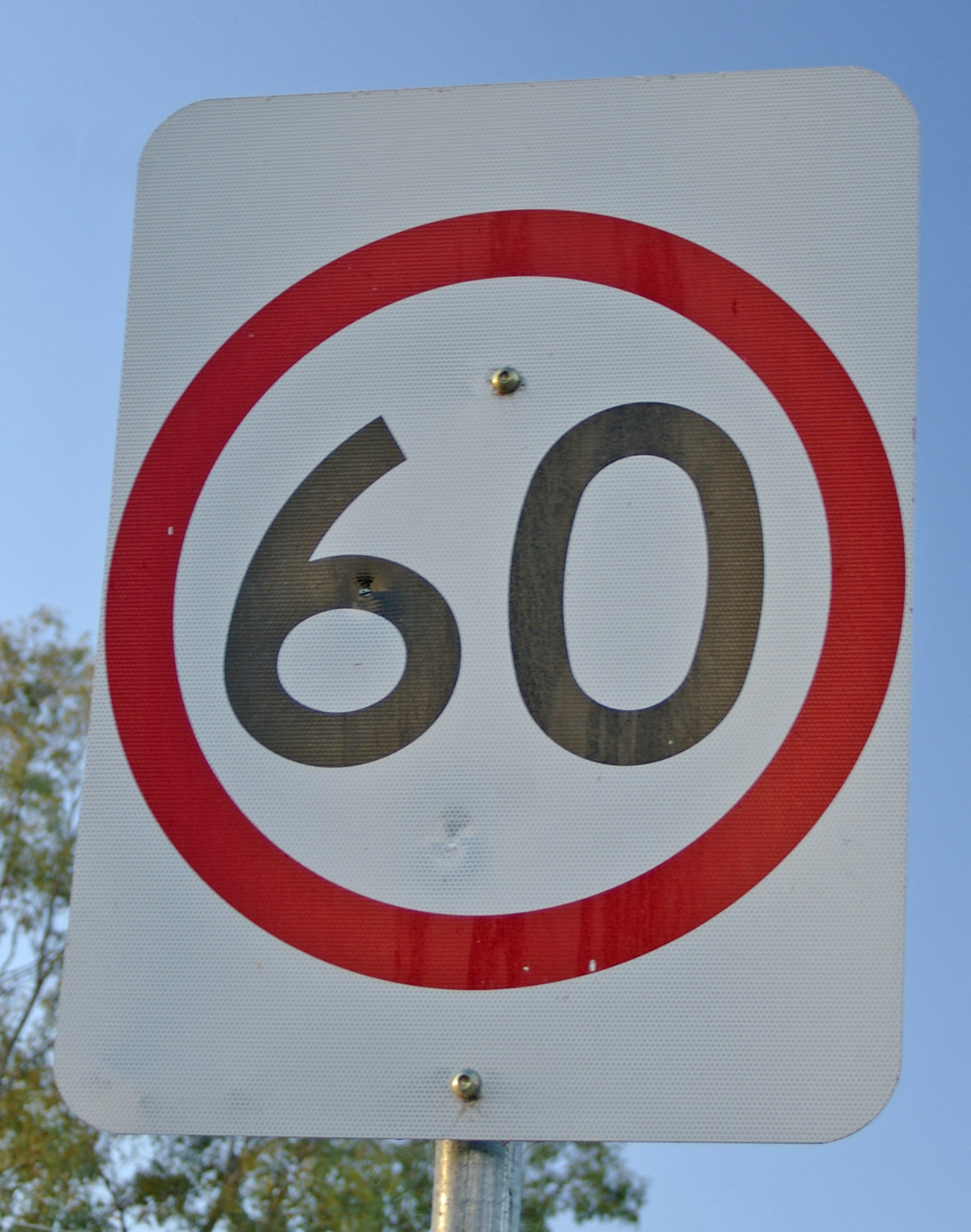
Australiensisk 60-skylt

Hastighetsbegränsningar i Australien varierar mellan 40 km/h till 110 km/h i intervall på 10 km/h vardera. Generellt gäller:
- 40 km/h i skolzoner under skoltid, förutom i södra Australien, där den ligger på 25 km/h, denna begränsning används även i shoppingområden.
- 50 km/h mindre stadsgator.
- 60 km/h på större stadsvägar.
- 80 km/h på större anslutningsvägar och mindre landsvägar.
- 100 km/h på vanliga landsvägar (110 i Nordterritoriet och Western Australia)
- 100 eller 110 km/h på motorvägar, förutom i Nordterritoriet (landsväg, motorvägar finns inte) där 130 km/h gäller (fri fart gällde tills januari 2007).

Vissa stater har inga 50 km/h-zoner, då dessa introducerats under senare år.
Det är inte ovanligt att se hastighetsbegränsningar på 70 och 90 km/h, då dessa används då de högre hastigheterna ses som för trafikfarliga.

### Kanada
Generella hastighetsbegränsningar är:
- 30–50 km/h i skol- och lekplatszoner.
- 40–50 km/h i bostadsområden och i städer.
- 60–70 km/h på större vägar i närheten av bostadsområden.
- 80–110 km/h på landsvägar utanför städer och på större genomfartsvägar.
- 100–120 km/h på motorvägar (120 km/h endast i British Columbia).

Hastighetsbegränsningarna skiljer sig mellan provinser, men även inom provinserna kan skyltning skilja mellan olika vägar, trots att de har samma klassificering. Exempelvis har vissa motorvägar i Alberta 100 km/h som hastighetsbegränsning, medan andra har en begränsning på 110 km/h, medan alla motorvägar i Ontario har en begränsning på 100 km/h, oavsett med vilken hastighetsbegränsning de märkts med. Hastighetsbegränsningar är generellt lägre i Ontario och Québec än i övriga kanadensiska provinser. I motsats till USA anges hastigheterna i Kanada i km per timme.
Rent generellt är hastighetsbegränsningar i Kanada ofta lägre än gränser i USA och europeiska länder.

### Nya Zeeland
Hastighetsbegränsningar på Nya Zeeland varierar mellan 20 km/h och 100 km/h, mer specifikt:
- 20 km/h vid passage av skolbussar och olycksplatser.
- 30 km/h förbi vägarbeten.
- 50 km/h i de flesta bebyggda områdena.
- 60 km/h för många anslutningsvägar.
- 70 km/h eller 80 km/h på landsvägar genom uppbyggda områden.
- 100 km/h på övrig landsväg.
- 100 km/h på motorvägar.

Vissa fordon är begränsade till lägre hastigheter:
- 90 km/h, lastbilar och fordon med släp.
- 80 km/h, skolbussar.
- 70 km/h, motorcyklar med övningskörningslicens.

### USA

Amerikansk skylt för hastighetsbegränsning. Hastigheten anges i miles per timme

Hastighetsbegränsningar i USA bestäms helt av delstaterna, och anges bara i miles/timme (1 mile = 1.609 km). Begränsningarna varierar men är normalt inom följande intervall:
- 25 mph (40 km/h) vid skolor.
- 25–30 mph (40–48 km/h) på gator med bostäder.
- 35–45 mph (56–72 km/h) på huvudvägar i städer.
- 45–75 mph (72–121 km/h) på vanliga landsvägar (75 mph i Texas, respektive 70 mph i TX,NV,MT och i OR 2016).
- 55–75 mph (88–121 km/h) på motortrafikledsliknande vägar.
- 65–80 mph (105–129 km/h) på Interstate Highways, motorvägsliknande vägar (80 mph endast i TX,SD,WY,MT,ID,UT och NV).
- 85 mph (137 km/h) bara på state highway 130 i Texas, mellan Austin och San Antonio.

## Vägar utan hastighetsbegränsning
Det finns fortfarande allmänna vägar som saknar hastighetsbegränsning, ofta kallad fri fart. Orsaken är oftast tradition, man vill inte införa hastighetsbegränsning utan tycker det går bra utan. De mest kända vägarna som saknar hastighetsbegränsning är de tyska motorvägarna, även om långtifrån alla tyska motorvägar saknar hastighetsbegränsning. Vägar utanför större städer i Nordterritoriet i Australien saknade hastighetsbegränsningar till 2007 då 110 respektive 130 km/h infördes på dem. I Indien finns fortfarande inga hastighetsbegränsningar, men då vägarna i allmänhet är av dålig standard och hårt trafikerade är hastigheter över 140 km/h oftast inte möjliga.

## Andra färdmedel

### Järnväg
Hastighetsgränsen varierar per sträcka beroende på banprofil och spårtyp. Dessutom kan hastighetsgränsen begränsas av signalsäkerhetssystem, tågets bromsvikt, färdsätt, separat order och standarden på plankorsningar. Även fordonen har egna hastighetsgränser som inte får överskridas. I vanliga fall förekommer fler än en hastighetsbegränsning på samma gång, varför det alltid den lägsta aktuella hastighetsgränsen som gäller i fallet.
I Sverige är den högsta förekommande banhastighetsgränsen 250 km/h. Den högsta hastighetsgränsen i världen på järnväg är 320 km/h, som finns i Frankrike och Japan.

### Sjöfart
I farleder nära land finns hastighetsgränser. Dessa finns för att minska risken för kollisioner, erosion samt för att minska svallvågorna från fartygen. På öppet hav finns inga hastighetsgränser.

### Flyg
På lägre höjd, till exempel under 3 000 meter höjd, finns hastighetsgränser i många länder, till exempel 250 knop (cirka 460 km/h). Över den höjden finns bara regeln att ljudhastigheten inte får överskridas över land. För militära flygplan gäller andra regler. Över internationellt hav finns inte någon gräns.